# Luzbel está de visita
 (срп. Луцифер је у посети) колумбијско-америчка је теленовела, продукцијске куће Телемундо, снимана током 2002. и 2003.

## Синопсис
Није постојала ниједна породица тако складна и перфектна као породица Франко-Естрада. Уживали су из једног бокала социјализам, морализам и економију. Нико није могао сумњати да се сви њени чланови разликују по својој уравнотежености, интелигенцији и по уливању поштовања.
Без икакве сумње била је то перфектна породица. Све до ноћи с којом је дошао чудан странац – Адријан Еспино. Човек црне боје коже, од 30 година, елегантан, толико привлачан колико и изазован, са запањујућом озбиљности и сигурности у себе самог. Долазак тог човека дистабилизује овај дом који је деловао несаломиво. Сви су се видели пораженим пред Адријаном који је са интелигенцијом постигао манипулисати комплетном ситуацијом.
Тај страни црнац, могао би да буде неко ко је дошао из пакла како би уништио овај рај, или можда супротно, неко ко је дошао из раја како би решио овај пакао.
Ово је интензивна теленовела кроз коју се мешају романса, напетост и потпуна мистерија која буди Адријана, водећег лика о коме не знамо комплетну истину, а нећемо је ни сазнати до самог краја приче.

## Улоге
| Глумац:               | Улога:           |
| --------------------- | ---------------- |
| Валтер Дијаз          | Адријан Еспино   |
| Моника Мендоза        | Лусија Естрада   |
| Оскар Корвеља         | Фабио Франко     |
| Марија Елена Доехринг | Елса Естрада     |
| Лино Мартоне          | Кристијан Франко |
| Луз Стела Луенгас     | Паулина Естрада  |
| Маргарита Ортега      | Карен Франко     |
| Данијел Очоа          | Естебан          |
| Луис Фернандо Салас   | Асдрибал         |
| Маргалида Кастро      | Мерседес         |
| Клаудија Росио Мора   | Бегоа            |
| Луз Мери Аријас       | Беатриз          |
| Хејди Корпус          | Магали           |
| Хулио дел Мар         | Мануел           |
| Лорена М.К. Калистер  | Марија Паула     |
| Лилијан Велез         | Глорија          |
| Карлос Виља           | Доминико         |
| Оскар Фернандо Муњоз  | Вилфред          |
| Астрид Ернандез       | Силвија          |
| Алберто Маруланда     | Леон             |
| Паула Васкез          | Мис              |
| Сандра Гузман         | Омајра           |
| Ребека Лопез          | Зорајда          |
| Џон Кебаљос           | Камило           |